# Togny-aux-Bœufs
Togny-aux-Bœufs és un municipi francès, situat al departament del Marne i a la regió del Gran Est. L'any 2007 tenia 146 habitants.

## Demografia

### Població
El 2007 la població de fet de Togny-aux-Bœufs era de 146 persones. Hi havia 56 famílies, de les quals 12 eren unipersonals (12 dones vivint soles i 12 dones vivint soles), 24 parelles sense fills, 16 parelles amb fills i 4 famílies monoparentals amb fills.
La població ha evolucionat segons el següent gràfic:
Habitants censats

### Habitatges
El 2007 hi havia 65 habitatges, 57 eren l'habitatge principal de la família, 3 eren segones residències i 5 estaven desocupats. 64 eren cases i 1 era un apartament. Dels 57 habitatges principals, 49 estaven ocupats pels seus propietaris, 5 estaven llogats i ocupats pels llogaters i 3 estaven cedits a títol gratuït; 2 tenien tres cambres, 12 en tenien quatre i 43 en tenien cinc o més. 53 habitatges disposaven pel capbaix d'una plaça de pàrquing. A 16 habitatges hi havia un automòbil i a 36 n'hi havia dos o més.

### Piràmide de població
La piràmide de població per edats i sexe el 2009 era:
| Homes | Edats   | Dones |
| ----- | ------- | ----- |
| 0     | 95 o +  | 0     |
| 0     | 90 a 94 | 4     |
| 4     | 85 a 89 | 0     |
| 0     | 80 a 84 | 0     |
| 4     | 75 a 79 | 8     |
| 0     | 70 a 74 | 0     |
| 4     | 65 a 69 | 0     |
| 0     | 60 a 64 | 4     |
| 8     | 55 a 59 | 8     |
| 0     | 50 a 54 | 4     |
| 12    | 45 a 49 | 4     |
| 4     | 40 a 44 | 8     |
| 8     | 35 a 39 | 8     |
| 4     | 30 a 34 | 8     |
| 0     | 25 a 29 | 0     |
| 8     | 20 a 24 | 0     |
| 12    | 15 a 19 | 12    |
| 12    | 10 a 14 | 4     |
| 12    | 5 a 9   | 4     |
| 4     | 0 a 4   | 4     |

## Economia
El 2007 la població en edat de treballar era de 104 persones, 73 eren actives i 31 eren inactives. De les 73 persones actives 67 estaven ocupades (38 homes i 29 dones) i 6 estaven aturades (1 home i 5 dones). De les 31 persones inactives 12 estaven jubilades, 7 estaven estudiant i 12 estaven classificades com a «altres inactius».

### Ingressos
El 2009 a Togny-aux-Bœufs hi havia 61 unitats fiscals que integraven 158 persones, la mediana anual d'ingressos fiscals per persona era de 20.260 €.

### Activitats econòmiques
Dels 7 establiments que hi havia el 2007, 1 era d'una empresa extractiva, 1 d'una empresa de comerç i reparació d'automòbils, 1 d'una empresa d'informació i comunicació i 4 d'entitats de l'administració pública.
L'any 2000 a Togny-aux-Bœufs hi havia 8 explotacions agrícoles.

## Poblacions més properes
El següent diagrama mostra les poblacions més properes.